# Раба-Нижня
Раба-Нижня (пол. Raba Niżna) — село в Польщі, у гміні Мшана-Дольна Лімановського повіту Малопольського воєводства.
Населення — 1183 особи (2011).
У 1975-1998 роках село належало до Новосондецького воєводства.

## Демографія
Демографічна структура станом на 31 березня 2011 року:
|          | Загалом | Допрацездатний вік | Працездатний вік | Постпрацездатний вік |
| -------- | ------- | ------------------ | ---------------- | -------------------- |
| Чоловіки | 601     | 146                | 403              | 52                   |
| Жінки    | 582     | 124                | 339              | 119                  |
| Разом    | 1183    | 270                | 742              | 171                  |